# Norma Jean
Norma Jean es una banda de metalcore norteamericana de Douglasville, Georgia, un suburbio de Atlanta. Desde su creación en 1997 y la sustitución de integrantes a través de los años, los únicos miembros originales de la banda son los dos guitarristas, Chris Day y Scottie Henry. Hasta la fecha, Norma Jean ha publicado nueve álbumes de estudio y recibió una nominación al Premio Grammy en el 2006 a "Best Recording Package" por su segundo álbum O God, the Aftermath. El nombre de la banda se deriva del nombre real de la actriz Marilyn Monroe.
La banda combina influencias de hardcore punk, post-hardcore, thrash metal, death metal, doom metal, heavy metal, progressive rock, noise rock, math rock y post-rock.
En sus inicios la banda incorporaba elementos del nu metal, alternative rock, hip hop, hard rock, hardcore punk, groove metal, post-hardcore y thrash metal

## Miembros
Actuales
- Cory Brandan - voces, guitarra adicional (desde 2004)
- Chris Day - guitarras
- Scottie Henry - guitarras
- Jake Schultz - bajo (desde 2002)
- Chris Raines - batería, percusión (desde 2007)

Pasados
- Daniel Davison – batería, percusión (1997 - 2007)
- Josh Doolittle – bajo (1997 - 2002)
- Brad Norris – voces (2002 - 2004)
- Josh Scogin – voces (1997 - 2002)
- Roberto Doldan – guitarras (1997 - 2005)

## Discografía
LP
- Bless the Martyr and Kiss the Child (2002)
- O God, the Aftermath (2005)
- Redeemer (2006)
- The Anti Mother (2008)
- Meridional (2010)
- Wrongdoers (2013)
- Polar Similar (2016)
- All Hail (2019)
- Deathrattle Sing for Me (2022)

EP
- Norma Jean / mewithoutYou (2002)

Recopilatorios
- The Almighty Norma Jean Vinyl Boxset (2008)